# Серпухов-12
Серпухов-12  — посёлок, на территории сельского поселения Дашковское Серпуховского района Московской области. Бывший военный городок №115 или в/ч 31500. Население составляет 80 жителей (2010).

## Географическое положение
Поселок  расположен  на правом  берегу реки Нары, в 17 км к северо-западу от Серпухова. Ближайшие населённые пункты: Верхнее Шахлово, Нижнее Шахлово и Съяново-2 расположенные от Серпухов-12 менее, чем в трех километрах. Расстояние до Москвы по прямой: 82 км.

## Транспорт
Серпухов-12 в 4 километрах от Московского Большого кольца (трасса А-108), с которым связывает дорога с твердым покрытием.  
Как проехать: Симферопольское шоссе. Е 105, М-2. Большая Бетонка направо. А-108.
Автобусное сообщение с другими населёнными пунктами обеспечивается посредством маршрута № 23 Серпухов — Съяново-2. Автобусы ходят с автовокзала Серпухова.